# Opuntia humifusa

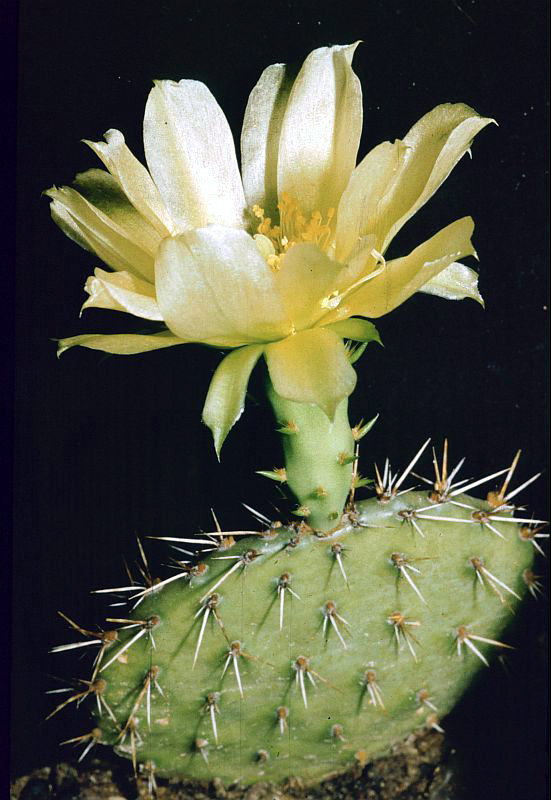
Blüte

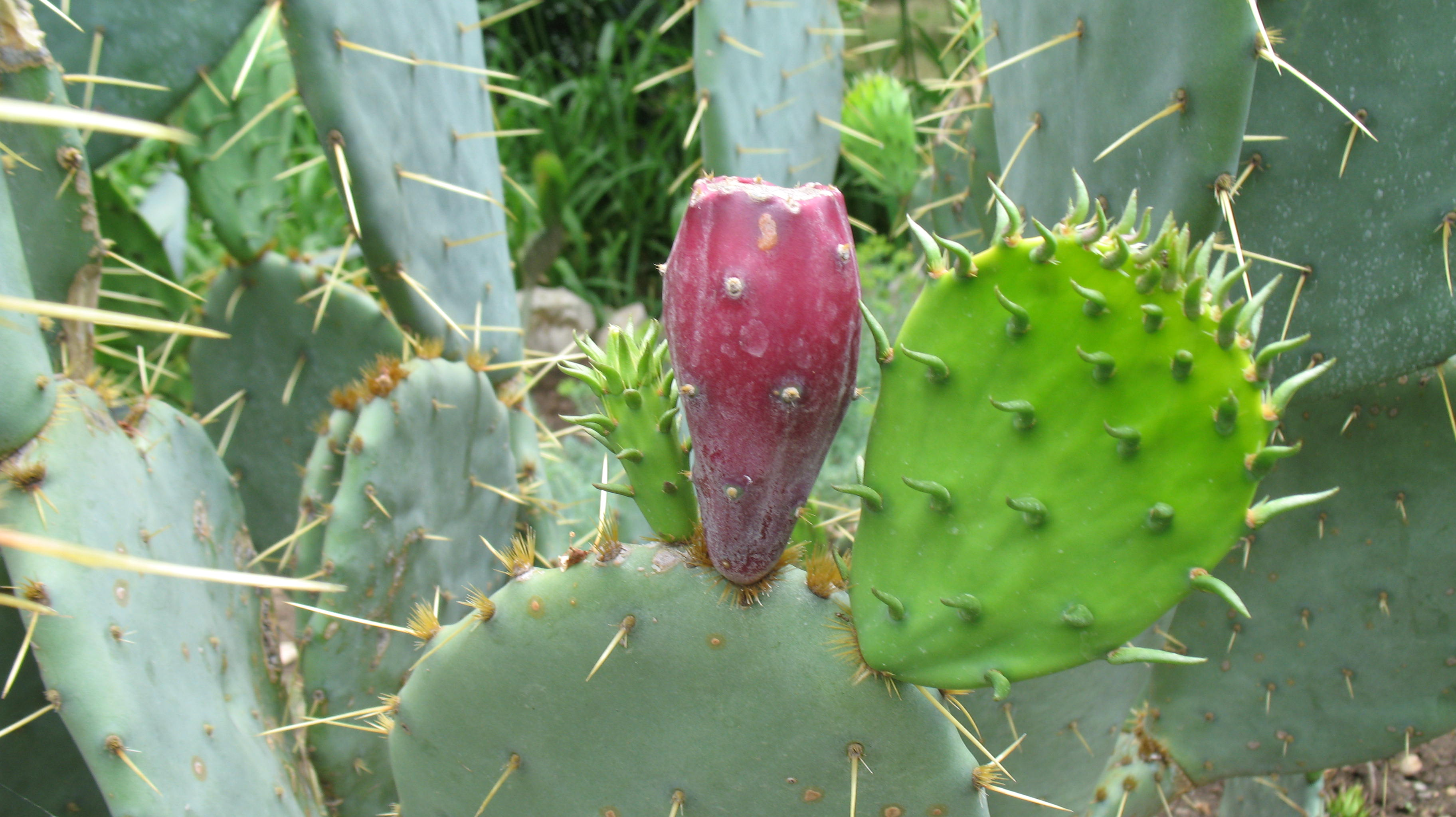
Frucht

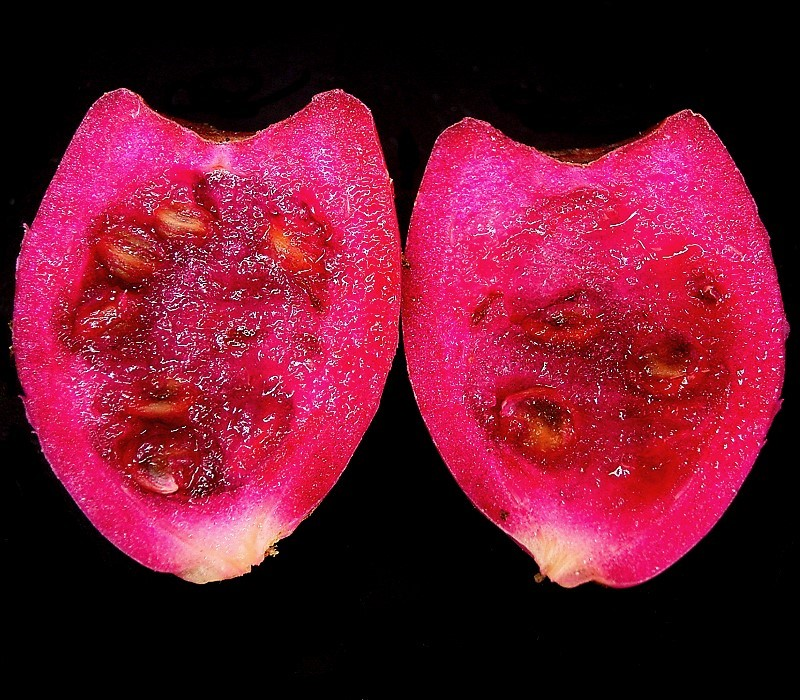
Aufgeschnittene Frucht

Opuntia humifusa ist eine Pflanzenart in der Gattung der Opuntien (Opuntia) aus der Familie der Kakteengewächse (Cactaceae). Opuntia humifusa ist in Mitteleuropa winterhart. Das Artepitheton humifusa stammt aus dem Lateinischen und bedeutet ‚auf dem Boden ausgebreitet und Matten bildend‘. Ein deutscher Trivialname ist „Kleiner Feigenkaktus“.

## Beschreibung
Opuntia humifusa ist ein horstig bis buschig wachsender Feigenkaktus, welcher niederliegend eine Wuchshöhe von 10 Zentimetern erreichen kann, in Ausnahmefällen auch bis 30 Zentimeter hoch. Die blattähnlichen, 5 bis 7,5 (selten bis 12,5) Zentimeter großen Segmente sind rund bis oval und mit wenigen, weißen bis braunen Areolen besetzt. Diese Areolen haben einen Durchmesser von ca. 3 Millimetern und einen Abstand untereinander von 1 bis 2 Zentimetern. An den jüngeren Areolen, oben an den Segmenten, sind vereinzelt braune bis graue Dornen zu verzeichnen. Diese Dornen sind 2 bis 3 Zentimeter lang und stehen rechtwinklig zur Segmentfläche. Die Blütezeit erstreckt sich von Juni bis Juli. Die gelben Blüten sind einfach gebaut. Sie haben einen Durchmesser und eine Länge von 4 bis 6 Zentimetern. Nach erfolgreicher Bestäubung entwickeln sich rötliche, mit Glochiden besetzte, essbare Früchte.
Opuntia humifusa hat ein sehr großes Verbreitungsgebiet was sich in der großen Variabilität der Art niederschlägt. An den natürlichen Standorten existieren unterschiedliche Formen der Pflanzen mit stark differierenden habituellen Ausprägungen. Es lassen sich Pflanzen gänzlich ohne Bedornung, wie auch sehr stark bedornte Pflanzen finden. Auch die Blütenfarbe kann je nach Standort variieren. In diesem Zusammenhang ist noch nicht endgültig geklärt, ob alle diese Standortformen als Opuntia humifusa zusammengefasst werden können.
In Florida und North Carolina findet sich eine Pflanze, welche als Opuntia drummondii Graham beschrieben wurde. Der amerikanische Botaniker Lyman David Benson erkennt diese Art nicht an und vertritt die Meinung, dass es sich um eine Naturhybride zwischen Opuntia humifusa und Opuntia pusilla handelt. Er hatte in South Carolina an einem Standort, wo beide Opuntienarten vorkommen, eine Population der Hybride, mit vielen Übergangsformen, gefunden.

## Verbreitung, Systematik und Gefährdung
Opuntia humifusa kommt in den gesamten östlichen und mittleren Bundesstaaten der USA vor. Das natürliche Verbreitungsgebiet reicht von der kanadischen Grenze bis nach Nordmexiko. Er ist aber auch in Europa eingebürgert und wächst sogar in den Schweizer Alpen, am Kaiserstuhl und auf einem Bahndamm im Tal der Lahn in Hessen. Er ist anspruchslos, bevorzugt aber sonnige Standorte und durchlässige Böden. Opuntia humifusa ist meist winterhart und verträgt auch Temperaturen unter −30 Grad Celsius, wenn es im Winter nicht zu feucht ist. Die Pflanzen gelten als eine der härtesten winterharten Kakteen. Die ökologischen Zeigerwerte nach Landolt et al. 2010 sind in der Schweiz: Feuchtezahl F = 1w (sehr trocken aber mäßig wechselnd), Lichtzahl L = 4 (hell), Reaktionszahl R = 3 (schwach sauer bis neutral), Temperaturzahl T = 5 (sehr warm-kollin), Nährstoffzahl N = 2 (nährstoffarm), Kontinentalitätszahl K = 3 (subozeanisch bis subkontinental).
Die Erstbeschreibung als Cactus humifusus erfolgte 1820 von Constantine Samuel Rafinesque-Schmaltz. Zehn Jahre später stellte er die Art  als Opuntia humifusa (Raf.) Raf. in die Gattung Opuntia. Ein nomenklatorisches Synonym ist Opuntia compressa var. humifusa (Raf.) D.Weniger (1970).
Taxonomische Synonyme sind u. a.:
- Opuntia allairei Griffiths
- Opuntia calcicola Wherry
- Opuntia compressa (Salisbury) Macbride, ungültiges Taxon lt. ICBN
- Opuntia cumulicola Small
- Opuntia fuscoatra Engelm.
- Opuntia impedata Small ex Britton & Rose
- Opuntia italica Ten. ex Pfeiff.
- Opuntia nemoralis Griffiths
- Opuntia rafinesquei Engelm.
- Opuntia rubiflora Griffiths
- Opuntia vulgaris Mill. – „misapplied“

Obwohl diese Art noch relativ häufig vorkommt, ist sie stellenweise durch Habitatszerstörung und übermäßiges Sammeln verschwunden. In der Roten Liste gefährdeter Arten der IUCN wird die Art als „Least Concern (LC)“, d. h. als nicht gefährdet geführt.

## Verwendung
Von den Präriestämmen, den Dakota und Pawnee werden geschälte Triebe von Opuntia humifusa zur Wundbehandlung verwendet. Die Lakota benutzen sie um Schlangenbisse zu behandeln. Die Nanticoke setzen sie zur Heilung von Warzen ein.

## Nachweise

## Weiterführende Literatur
- Lucas C. Majure: Towards an Evolutionary Understanding of the Opuntia humifusa Complex of North America. In: Cactus and Succulent Journal. Band 82, Nummer 4, 2010, S. 156–163 (doi:10.2985/015.082.0404).